# Ursinae
Ursinés
Sous-famille
Les Ursinés (Ursinae) sont une sous-famille d'ours, des mammifères de l'ordre des carnivores.
Diverses études classent les genres actuels d'ours en trois sous-familles distinctes dont celle des ursinés.

## Liste des genres et espèces actuelles
- Genre Helarctos Horsfield, 1825
  - Helarctos malayanus (Raffles, 1821) – l'Ours malais
- Genre Melursus Meyer, 1793
  - Melursus ursinus Shaw, 1791  - l'Ours lippu
- Genre Ursus Linnaeus, 1758
  - Ursus americanus Pallas, 1780 – l'Ours noir
  - Ursus arctos Linnaeus, 1758 - l'Ours brun
  - Ursus maritimus Phipps, 1774 – l'Ours blanc
  - Ursus thibetanus Cuvier, 1823 – l'Ours noir d'Asie

## Liste des genres éteints
D'après Paleobiology Database (novembre 2015):
- †Indarctos Pilgrim, 1913

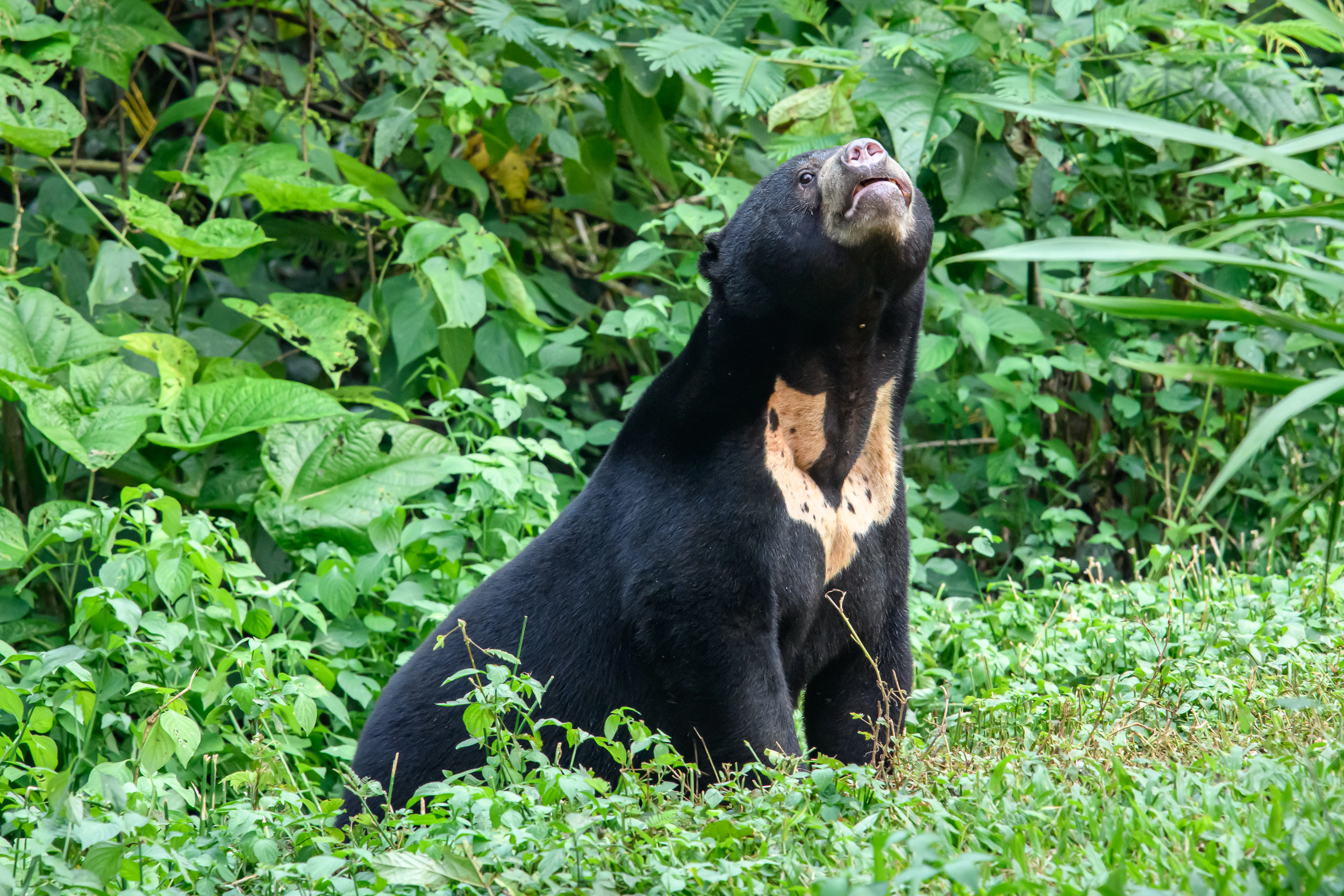
Helarctos malayanus
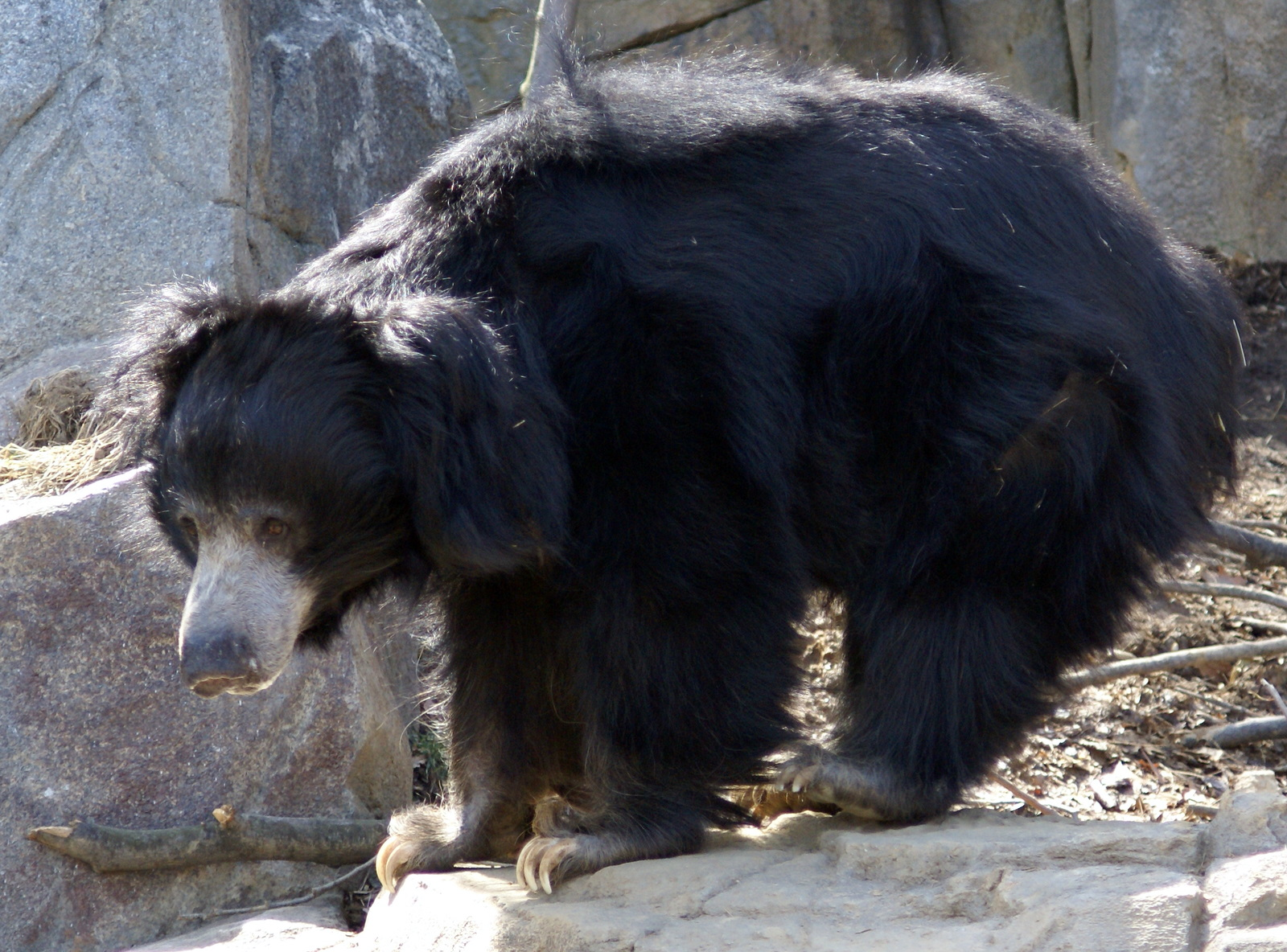
Melursus ursinus
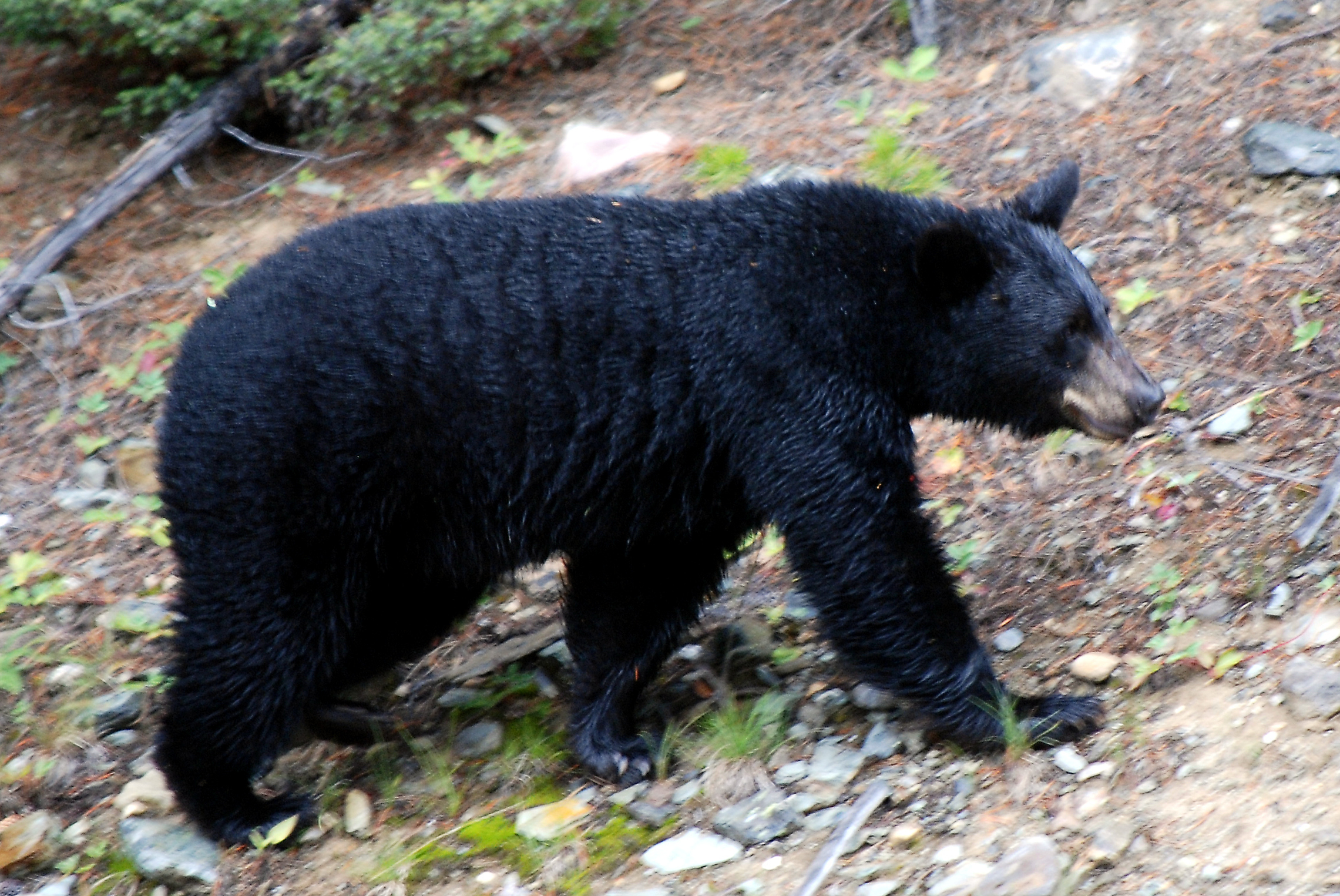
Ursus americanus
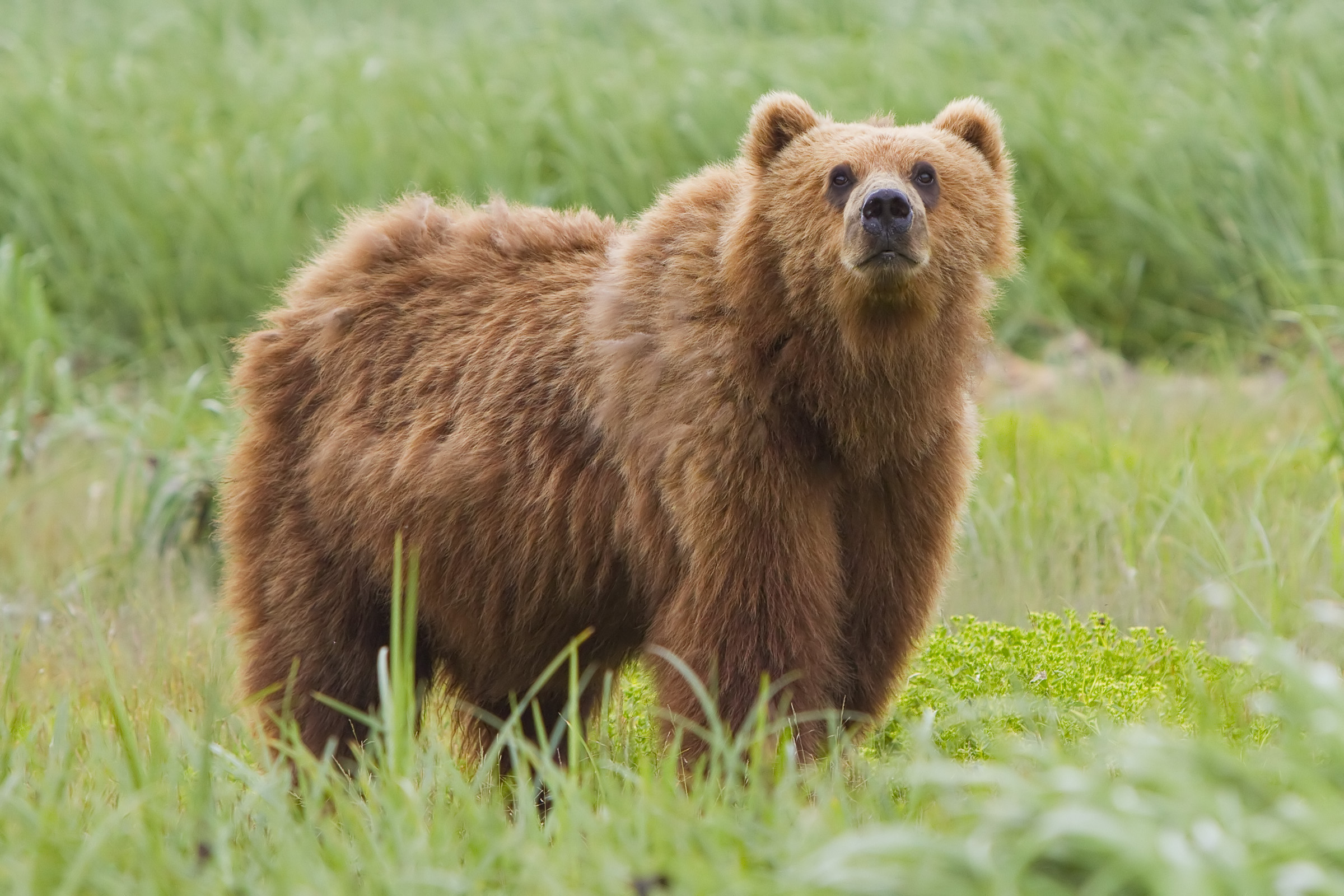
Ursus arctos
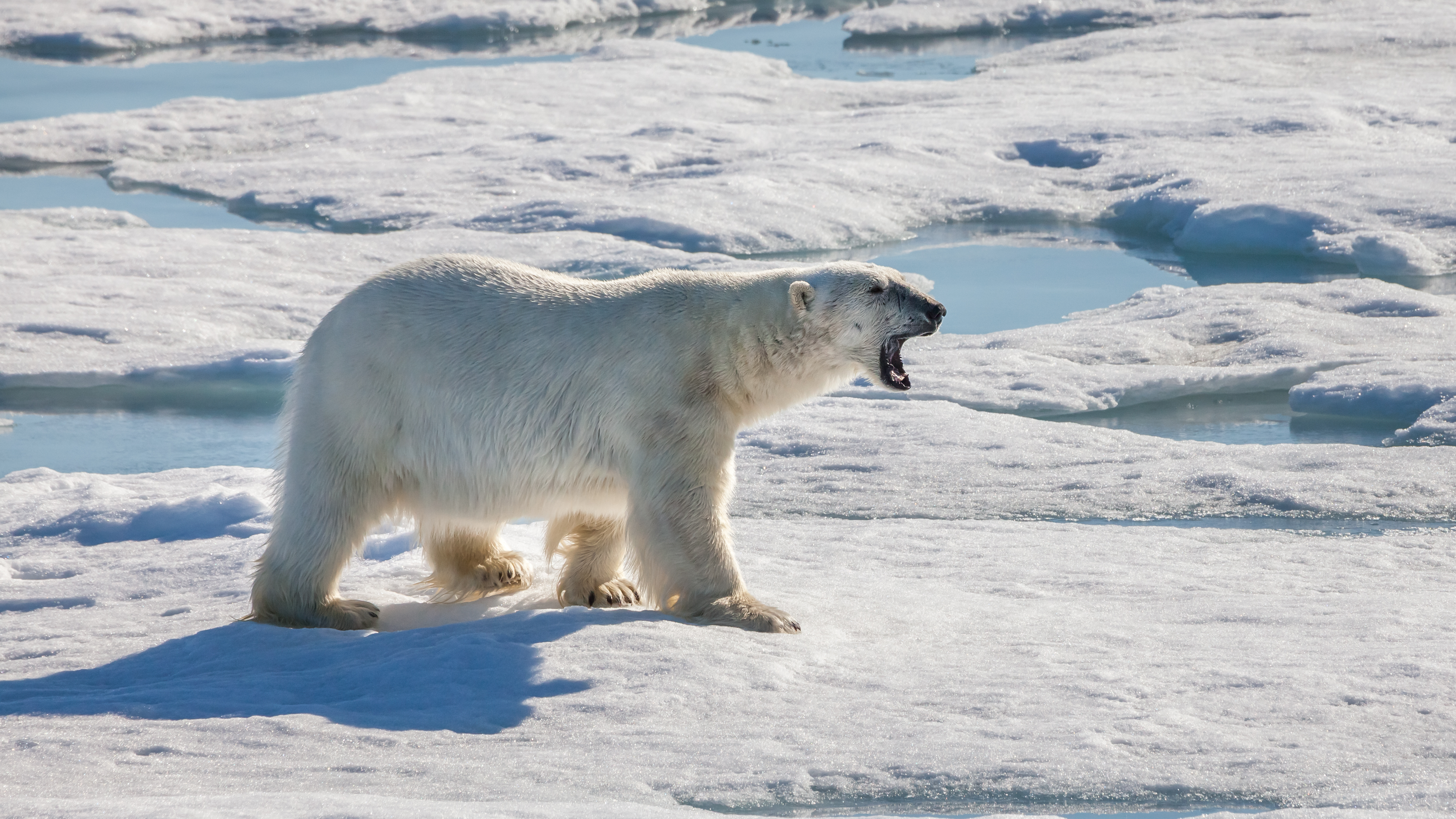
Ursus maritimus
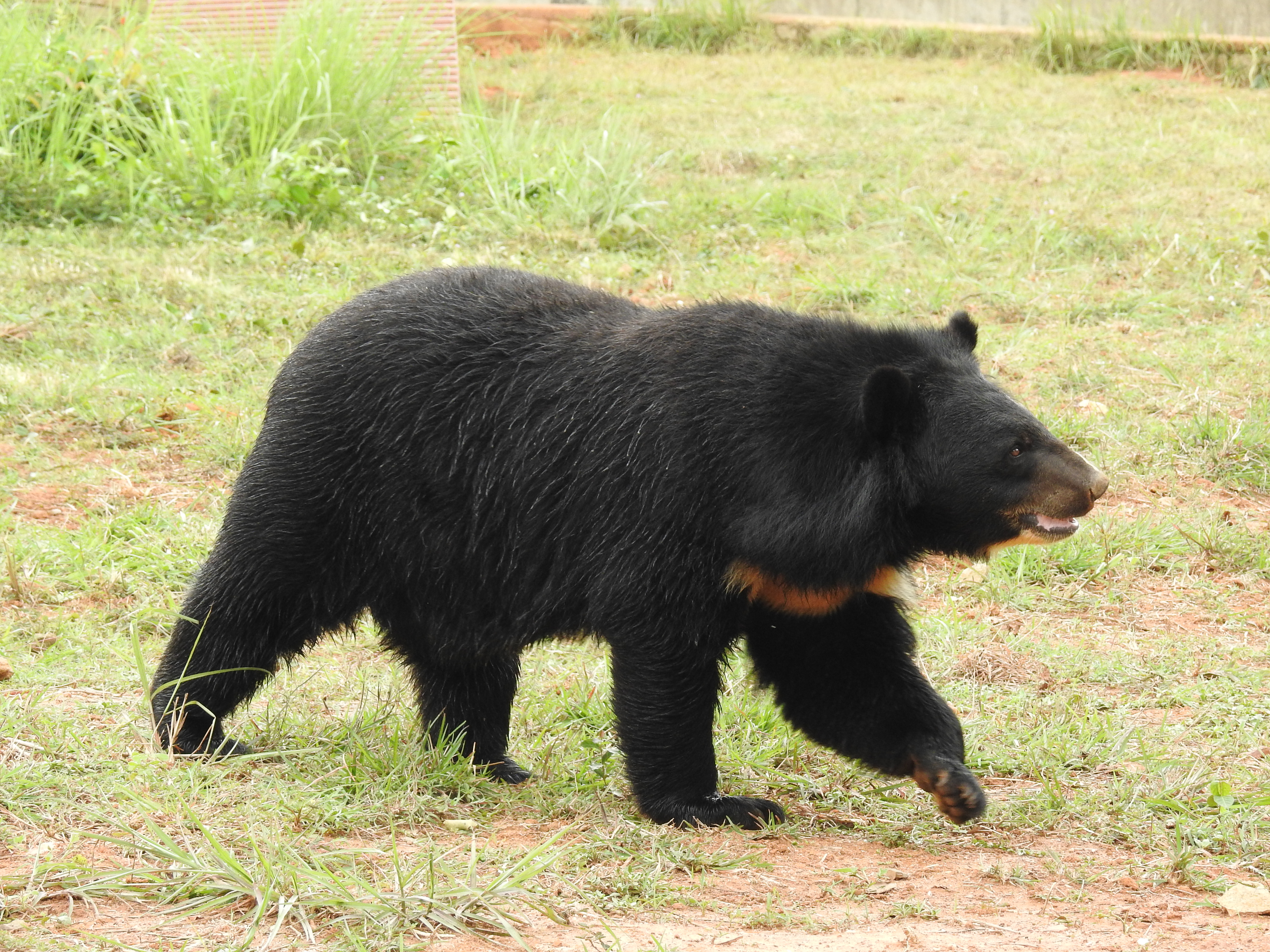
Ursus thibetanus